# Точечный источник
То́чечный исто́чник (излучения) — единственный идентифицируемый локализованный источник чего-либо (напр., излучения: света, звука), создающий равномерно по всем направлениям, размерами которого, по сравнению с расстоянием, на котором оценивается его действие, можно пренебречь.
, потому что при математическом моделировании эти источники обычно могут быть аппроксимированы математической точкой, для упрощения анализа.
Фактический источник не обязательно должен быть физически маленьким, если его размер незначителен по сравнению с другими масштабами длины в задаче (например, в астрономии звёзды обычно рассматриваются как точечные источники, хотя на самом деле они намного больше Земли).
В трёх измерениях плотность чего-либо, покидающего точечный источник, уменьшается пропорционально обратному квадрату расстояния от источника, если распределение изотропно и нет поглощения или других потерь.
Точечный источник — такая же идеализация, как «луч» — и т

## Отражение света от точечного источника
Свет точечного источника отражается от идеального рассеивателя по закону косинусов Ламберта: интенсивность отраженного света пропорциональна косинусу угла между направлением света и нормалью к поверхности, то есть сигма
{\displaystyle {I}={I}_{t}{K}_{d}\cos \Theta \ \;0\leq \Theta \leq \pi /2}
Где {\displaystyle {I}} — интенсивность отраженного света, {\displaystyle {I}_{t}} — интенсивность точечного источника, {\displaystyle {K}_{d}} — коэффициент диффузного отражения ({\displaystyle 0\leq {K}_{d}\leq 1}), {\displaystyle \Theta } — угол между направлением света и нормалью к поверхности. Коэффициент диффузного отражения {\displaystyle {K}_{d}} зависит от материала и длины волны света, но в простых моделях освещения обычно считается постоянным.